# كايكي دا سيلفا ماريا
كايكي دا سيلفا ماريا هو لاعب كرة قدم برازيلي في مركز الهجوم، ولد في 14 يونيو 1998 في كامبيناس في البرازيل. لعب مع نادي ساو باولو.

## وصلات خارجية
- كايكي دا سيلفا ماريا على موقع قاعدة بيانات كرة القدم.إي يو (الإنجليزية)
- كايكي دا سيلفا ماريا على موقع Soccerway.com (الإنجليزية)